# La dama de picas (cuento)
La dama de picas (en ruso: «Пиковая дама», Píkovaya dama) es una novela corta (póvest) con elementos sobrenaturales escrita por Aleksandr Pushkin sobre la avaricia humana. Pushkin escribió la historia en el otoño de 1833 en Bóldino, y fue publicada por primera vez en la revista literaria 
Biblioteka dlya chténiya (Biblioteca para la lectura) en marzo de 1834.
La historia se convirtió en la base de las óperas La dama de picas (1890) de Piotr Ilich Chaikovski, La dame de pique (1850) de Fromental Halévy y Pique Dame (1864) de Franz von Suppé (de la cual lo único que sobrevive en el repertorio actual es la obertura). Ha sido llevada al cine en numerosas ocasiones.

## Resumen de la trama

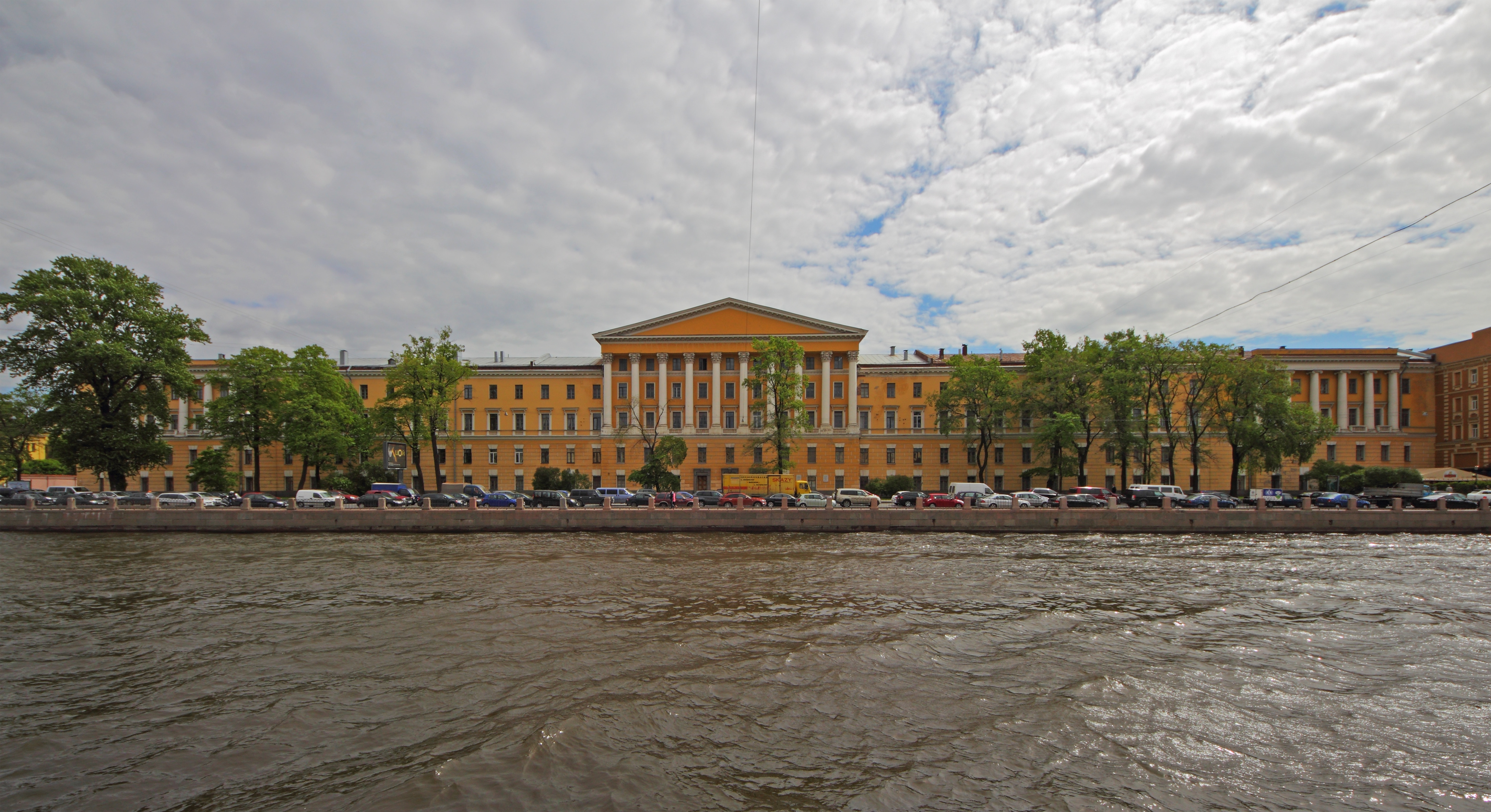
Hospital de Obújov en San Petersburgo, Rusia, donde Hermann es internado en la conclusión de la historia.

Hermann, un alemán étnico, es oficial de ingeniería del Ejército Imperial Ruso. Constantemente observa cómo los demás oficiales apuestan, pero nunca toma parte en ello. Una noche, Tomsky cuenta una historia sobre su abuela, una anciana condesa. Muchos años atrás, en Francia, la mujer perdió una fortuna jugando al faraón (en) y luego la recuperó gracias al secreto de las tres cartas ganadoras, que aprendió del notorio conde de Saint Germain. Hermann se obsesiona con obtener el secreto.
La condesa (que cuenta ya con 87 años) tiene una joven cuidadora, Lizavyeta Ivánovna. Hermann le envía cartas de amor a Lizavyeta y la convence de que lo deje entrar en la casa. Allí Hermann se dirige a la condesa, exigiéndole el secreto. La mujer le dice primero que la historia era una broma, pero Hermann rehúsa a creerle. Le repite sus exigencias, pero la anciana no responde. Saca entonces una pistola y la amenaza, pero la anciana muere de pánico. Hermann entonces huye al apartamento de Lizavyeta, ubicado en el mismo edificio. Allí confiesa haber asustado a la condesa con su pistola hasta causarle la muerte. Se defiende diciendo que la pistola no estaba cargada. Escapa de la casa con la ayuda de Lizavyeta, quien se molesta al enterarse de que sus declaraciones de amor sólo eran una máscara para su codicia.
Hermann asiste al funeral de la condesa y se aterroriza cuando ve que el cuerpo de la mujer abre los ojos en el ataúd y lo mira. Esa misma noche el fantasma de la condesa se le aparece. El fantasma le menciona las tres cartas secretas (tres, siete, as), y le dice que debe jugar solo una vez cada noche para luego ordenarle que se case con Lizavyeta. Hermann se lleva todos sus ahorros al salón de juegos de Chekálinsky, donde hombres ricos juegan grandes apuestas al faraón. En la primera noche, lo apuesta todo al tres y gana. En la segunda noche, gana tras apostar al siete. En la tercera noche, apuesta al as, pero cuando se muestran las cartas, descubre que ha apostado por la dama de picas en lugar del as, y así lo pierde todo. Cuando cree ver que la dama de la carta le guiña el ojo, se sorprende al notar su notable parecido con la anciana condesa y huye aterrorizado. En una conclusión breve, Pushkin escribe que Lizavyeta se ha casado con el hijo del antiguo mayordomo de la condesa, un funcionario estatal que tiene un buen salario. Hermann, sin embargo, enloquece y es internado en un manicomio. Se le asigna la habitación 17 del Hospital de Obújov. No responde preguntas, sino que simplemente murmura con una rapidez inusual: "¡Tres, siete, as! ¡Tres, siete, dama! "

## Inspiración
El personaje de la vieja condesa se basó en la princesa Natalia Petrovna Golítsyna, quien sirvió como la camarera de cinco emperadores rusos y que tenía 92 años para cuando Pushkin escribió La dama de picas. Según la leyenda, Golítsyna había sido una exitosa apostadora. Cuando su nieto perdió una gran cantidad de dinero jugando a las cartas y se acercó a ella a pedirle dinero, Golítsyna en cambio le reveló las tres cartas secretas que el conde de Saint-Germain le mostró en París. Sin embargo, mientras que la condesa muera en la historia, en la vida real Golítsyna de hecho sobrevivió a Pushkin y alcanzó la edad de 97 años.
Los críticos han discutido que el conde de Saint-Germain tiene una importancia histórica en la historia. Saint-Germain tiene el mismo nombre del protagonista de la historia, Hermann. Más allá de esto, el Saint-Germain histórico puede bien representar una figura paterna para Hermann, una antítesis del personaje de Hermann, o un antiguo amor de la condesa que busca venganza sobre su muerte haciendo a Hermann escoger las cartas equivocadas.
El juego de cartas de faraón también juega un papel importante en la historia de Pushkin. En este juego, un jugador hace una apuesta sobre una carta ganadora. Luego, el crupier comienza a darle vuelta a las cartas, "quemando" la primera (conocida como "soda") a su izquierda. La segunda carta se coloca boca arriba a su derecha y ésta es la primera carta ganadora. La tercera carta se coloca boca arriba en la pila de la izquierda, como carta perdedora. El crupier sigue volteando las cartas, alternando pilas hasta que la apuesta se ha ganado o perdido.

## Temas

### La realidad versus lo sobrenatural
Según Fiódor Dostoyevski, la novela corta de Pushkin representa "el pináculo del arte de lo fantástico". Si bien los lectores pueden llegar a pensar que la visión de la condesa que se le aparece a Hermann era simplemente una aparición, al final de la historia Pushkin sigue sin dar una respuesta definitiva. Corresponde pues a los lectores decidir si la condesa se le apareció a Hermann solo en su mente, una solución realista, o si Hermann ha entrado en el mundo de lo sobrenatural. Los críticos han intentado responder a esta pregunta utilizando una variedad de claves criptográficas dentro del texto. Estos críticos se centran en tres cuestiones: el origen del tres, el siete y el as, el asunto de si Hermann podría haber identificado las cartas sin necesidad de la intervención del fantasma y, finalmente, explicaciones posibles sobre el error que hace Hermann con la última carta.
Diferentes críticos han presentado puntos de vista contradictorios, sobrenaturales o racionales, acerca del error final de Hermann. El crítico Gary Rosenshield afirma que, al hacer la elección incorrecta de la carta, Hermann hizo en realidad lo correcto: como un hombre obsesionado con el juego, haber ganado el dinero habría significado que nunca podría volver a jugar y, por lo tanto, nunca más habría vivido.
Otros críticos que proponen explicaciones racionales, como Nathan Rosen y Víktor Vonográdov, afirman que Hermann pudo simplemente haber visto un parecido entre la condesa que le dio el secreto y la carta de la dama, llevándolo a cometer un error. Esta explicación se centra en la cita de Pushkin en la historia respecto a que "dos ideas fijas no pueden existir juntas en el mundo moral más de lo que dos cuerpos pueden ocupar el mismo lugar en el mundo físico". En este punto, Hermann no logra separar a las cartas reales de la condesa que se las revela, lo que lo lleva a escoger accidentalmente la reina en lugar de un as.
En contraste con estas explicaciones puramente racionales, otros críticos afirman en cambio que Hermann entró de hecho al mundo de lo sobrenatural y que la carta realmente cambió después de que Hermann la escogiese. Según estas explicaciones, la condesa buscaba vengarse de Hermann por su muerte. El crítico Serguéi Davýdov sostiene que, en tanto la condesa dudaba de que Hermann se iba realmente a casar con Lizavyeta, una concesión que él había hecho para aprender el secreto, el fantasma de la mujer provocó una transformación mágica de las cartas que llevó a la ruina de Hermann.

### Narración
La novela corta de Pushkin considerada una obra acerca de "contar historias". Hermann, que en el contexto de la historia es escritor, intenta en cierta manera crear su propio destino estableciendo una situación de juego en la que tiene garantizado ganar. Las motivaciones de Hermann para preparar el escenario provienen asimismo principalmente de chismes o del boca a boca de sus conocidos. Es como si estuviera inmerso en una historia que es contada por otros y se sintiera inspirado a escribir la suya propia.
Una lectura de La dama de picas sostiene que la historia revela el estereotipo ruso sobre los alemanes, como personas frías y calculadoras obsesionadas por acumular riquezas.

### Avaricia
Rosenshield describe la Dama de picas de Pushkin como una "historia eterna de juego y avaricia". En la historia, Hermann se obsesiona con el juego y las apuestas, incluso desde antes de que la condesa le revele el secreto de las cartas. Según el crítico Nathan Rosen, el error fatal de Hermann al final de la historia es un acto de autocastigo: Hermann se castiga a sí mismo por la avaricia de su alma corrupta.. Más allá de esta avaricia en forma de obsesión por el juego, la avaricia de Hermann se manifiesta en cómo trata a Lizavyeta y a la condesa. Desde el momento en pone su ojo en ella por primera vez, Hermann manipula a Lizaveta y a su "inocencia herida" para obtener acceso a la condesa y a los secretos del juego que guarda; sin embargo, la "depravación (de Hermann) se manifiesta plenamente en la escena climática del dormitorio" cuando entra sin permiso en la habitación de la condesa y le causa la muerte.

## Estilo
Pushkin utiliza momentos metapoéticos a lo largo de la historia para cuestionar la fiabilidad del narrador y para discernir el género de la obra. Estos momentos metapoéticos se refieren a cómo la historia trata con historias internamente. Uno de los ejemplos más claros de esto tiene tras el encuentro de Hermann con el fantasma de la condesa. Cuando el fantasma desaparece, Hermann escribe de inmediato su visión, poniéndola en papel y escribiendo una pequeña historia dentro de la historia más amplia de La dama de picas. Otro ejemplo ocurre cuando Tomsky y su abuela hablan acerca de las tramas tradicionales de las novelas rusas, de las cuales la abuela niega la existencia. 

## Adaptaciones
Una de las adaptaciones más importantes de La dama de picas fue la película producida por Anatole de Grunwald y finalizada en 1949. Esta película es reconocida por su fidelidad a la historia original con escasas diferencias, tales como la descripción de la historia de fondo sobre cómo la condesa obtuvo el secreto de las tres cartas ganadoras. Esta película, dirigida por Thorold Dickinson, recibió elogios generalizados de la crítica y fue nominada al premio BAFTA a Mejor Película Británica.
La historia de Pushkin ha sido adaptada numerosas veces a múltiples medios. Entre estas adaptaciones se encuentran:
- Una opereta alemana de 1864 de Franz von Suppe
- Una ópera de 1890 del compositor ruso Piotr Ilich Tchaikovski
- Un cortometraje mudo ruso de 1910 dirigido por Piotr Chardýnin
- Una película muda rusa de 1916 dirigida por Yákov Protazánov
- Una película muda alemana de 1927
- La película británica de 1949 The Queen of Spades producida por Anatole de Grunwald
- Una película soviética de 1960 dirigida por Román Tijomírov.
- Una película soviética de 1982 de Ígor Máslennikov

La historia también ha sido adaptada al radio, incluyendo:
- El episodio del 9 de noviembre de 1947 de Mystery in the Air, protagonizado por Peter Lorre como Hermann.[19]
- Una adaptación de la BBC Radio 4 de 1997 para la serie Afternoon Drama, con Greg Wise y Amanda Root.